# Actinia sanguineopunctata
Actinia sanguineopunctata is een zeeanemonensoort uit de familie Actiniidae. De anemoon komt uit het geslacht Actinia. Actinia sanguineopunctata werd in 1841 voor het eerst wetenschappelijk beschreven door Templeton. 